# Mistrzostwa Świata w Piłce Nożnej 2018 (eliminacje strefy UEFA)/Grupa 4
W Grupie D eliminacji do MŚ 2018 wzięły udział następujące zespoły:
- Walia
- Austria
- Serbia
- Irlandia
- Mołdawia
- Gruzja

## Tabela
| Zespół   | Pkt | M  | W | R | P | Br+ | Br− | +/− |
| -------- | --- | -- | - | - | - | --- | --- | --- |
| Serbia   | 21  | 10 | 6 | 3 | 1 | 20  | 10  | +10 |
| Irlandia | 19  | 10 | 5 | 4 | 1 | 12  | 6   | +6  |
| Walia    | 17  | 10 | 4 | 5 | 1 | 13  | 6   | +7  |
| Austria  | 15  | 10 | 4 | 3 | 3 | 14  | 12  | +2  |
| Gruzja   | 5   | 10 | 0 | 5 | 5 | 8   | 14  | -6  |
| Mołdawia | 2   | 10 | 0 | 2 | 8 | 4   | 23  | -19 |

|          | Walia | Serbia | Austria | Irlandia | Gruzja | Mołdawia |
| -------- | ----- | ------ | ------- | -------- | ------ | -------- |
| Walia    | X     | 1:1    | 1:0     | 0:1      | 1:1    | 4:0      |
| Serbia   | 1:1   | X      | 3:2     | 2:2      | 1:0    | 3:0      |
| Austria  | 2:2   | 3:2    | X       | 0:1      | 1:1    | 2:0      |
| Irlandia | 0:0   | 0:1    | 1:1     | X        | 1:0    | 2:0      |
| Gruzja   | 0:1   | 1:3    | 1:2     | 1:1      | X      | 1:1      |
| Mołdawia | 0:2   | 0:3    | 0:1     | 1:3      | 2:2    | X        |

## Wyniki[1]
| 5 września 2016 18:00 CEST | Gruzja · Ananidze 78' | 1:2(0:2)Raport | Austria · 16' Hinteregger · 42' Janko | Stadion im. Borisa Paiczadze, Tbilisi Widzów: 28 500 Sędzia: Alaksiej Kulbakou |
|                            |                       |                |                                       |                                                                                |

| 5 września 2016 20:45 CEST | Serbia · Kostić 62' · Tadić 69' (k) | 2:2(0:1)Raport | Irlandia · 3' Hendrick · 81' Murphy | Stadion Crvena zvezda, Belgrad Widzów: 7896 Sędzia: Liran Liany |
|                            |                                     |                |                                     |                                                                 |

| 5 września 2016 20:45 CEST | Walia · Vokes 38' · Allen 44' · Bale 50', 90+5' (k) | 4:0(2:0)Raport | Mołdawia | Cardiff City Stadium, Cardiff Widzów: 31 731 Sędzia: Viktor Kassai |
|                            |                                                     |                |          |                                                                    |

| 6 października 2016 20:45 CEST | Austria · Arnautović 28', 48' | 2:2(1:2)Raport | Walia · 22' Allen · 45+1' (sam.) Wimmer | Ernst-Happel-Stadion, Wiedeń Widzów: 44 200 Sędzia: Cüneyt Çakır |
|                                |                               |                |                                         |                                                                  |

| 6 października 2016 20:45 CEST | Mołdawia | 0:3(0:2)Raport | Serbia · 19' Kostić · 37' Ivanović · 59' Tadić | Stadion Zimbru, Kiszyniów Widzów: 6192 Sędzia: Alaksiej Kulbakou |
|                                |          |                |                                                |                                                                  |

| 6 października 2016 20:45 CEST | Irlandia · Coleman 56' | 1:0(0:0)Raport | Gruzja | Aviva Stadium, Dublin Widzów: 39 793 Sędzia: Tony Chapron |
|                                |                        |                |        |                                                           |

| 9 października 2016 18:00 CEST | Walia · Bale 10' | 1:1(1:0)Raport | Gruzja · 57' Okriaszwili | Cardiff City Stadium, Cardiff Widzów: 32 652 Sędzia: Paolo Mazzoleni |
|                                |                  |                |                          |                                                                      |

| 9 października 2016 20:45 CEST | Mołdawia · Bugaiov 45+1' | 1:3(1:1)Raport | Irlandia · 2' Long · 69', 76' McClean | Stadion Zimbru, Kiszyniów Widzów: 6089 Sędzia: Jakob Kehlet |
|                                |                          |                |                                       |                                                             |

| 9 października 2016 20:45 CEST | Serbia · A. Mitrović 6', 23' · Tadić 74' | 3:2(2:1)Raport | Austria · 16' Sabitzer · 62' Janko | Stadion Crvena zvezda, Belgrad Widzów: 14 200 Sędzia: Jonas Eriksson |
|                                |                                          |                |                                    |                                                                      |

| 12 listopada 2016 18:00 CET | Austria | 0:1(0:0)Raport | Irlandia · 48' McClean | Ernst-Happel-Stadion, Wiedeń Widzów: 48 500 Sędzia: Siergiej Karasiow |
|                             |         |                |                        |                                                                       |

| 12 listopada 2016 18:00 CET | Gruzja · Kazaiszwili 16' | 1:1(1:0)Raport | Mołdawia · 78' Gațcan | Stadion im. Borisa Paiczadze, Tbilisi Widzów: 40 642 Sędzia: Georgi Kabakow |
|                             |                          |                |                       |                                                                             |

| 12 listopada 2016 20:45 CET | Walia · Bale 30' | 1:1(1:0)Raport | Serbia · 86' A. Mitrović | Cardiff City Stadium, Cardiff Widzów: 32 879 Sędzia: Alberto Undiano Mallenco |
|                             |                  |                |                          |                                                                               |

| 24 marca 2017 18:00 CET | Gruzja · Kaczarawa 6' | 1:3(1:1)Raport | Serbia · 45' (k) Tadić · 64' A. Mitrović · 86' Gaćinović | Stadion im. Borisa Paiczadze, Tbilisi Widzów: 31 328 Sędzia: Felix Zwayer |
|                         |                       |                |                                                          |                                                                           |

| 24 marca 2017 20:45 CET | Austria · Arnautović 75' · Harnik 90' | 2:0(0:0)Raport | Mołdawia | Ernst-Happel-Stadion, Wiedeń Widzów: 21 000 Sędzia: István Vad |
|                         |                                       |                |          |                                                                |

| 24 marca 2017 20:45 CET | Irlandia | 0:0(0:0)Raport | Walia | Aviva Stadium, Dublin Widzów: 49 989 Sędzia: Nicola Rizzoli |
|                         |          |                |       |                                                             |

| 11 czerwca 2017 18:00 CEST | Mołdawia · Ginsari 15' · Dedov 36' | 2:2(2:0)Raport | Gruzja · 65' Merebaszwili · 70' Kazaiszwili | Stadion Zimbru, Kiszyniów Widzów: 4803 Sędzia: Andreas Ekberg |
|                            |                                    |                |                                             |                                                               |

| 11 czerwca 2017 18:00 CEST | Irlandia · Walters 85' | 1:1(0:1)Raport | Austria · 31' Hinteregger | Aviva Stadium, Dublin Widzów: 50 000 Sędzia: David Fernández |
|                            |                        |                |                           |                                                              |

| 11 czerwca 2017 20:45 CEST | Serbia · A. Mitrović 73' | 1:1(0:1)Raport | Walia · 35' (k) Ramsey | Stadion Crvena zvezda, Belgrad Widzów: 46 673 Sędzia: Jorge Sousa |
|                            |                          |                |                        |                                                                   |

| 2 września 2017 18:00 CEST | Gruzja · Kazaiszwili 34' | 1:1(1:1)Raport | Irlandia · 4' Duffy | Stadion im. Borisa Paiczadze, Tbilisi Widzów: 19 669 Sędzia: Ivan Kružliak |
|                            |                          |                |                     |                                                                            |

| 2 września 2017 18:00 CEST | Serbia · Gaćinović 20' · Kolarov 30' · A. Mitrović 81' | 3:0(2:0)Raport | Mołdawia | Stadion Partizana, Belgrad Widzów: 9974 Sędzia: Tamás Bognár |
|                            |                                                        |                |          |                                                              |

| 2 września 2017 20:45 CEST | Walia · Woodburn 74' | 1:0(0:0)Raport | Austria | Cardiff City Stadium, Cardiff Widzów: 32 633 Sędzia: Ovidiu Hațegan |
|                            |                      |                |         |                                                                     |

| 5 września 2017 20:45 CEST | Austria · Schaub 43' | 1:1(1:1)Raport | Gruzja · 8' Hwilija | Ernst-Happel-Stadion, Wiedeń Widzów: 13 400 Sędzia: Orel Grinfeld |
|                            |                      |                |                     |                                                                   |

| 5 września 2017 20:45 CEST | Mołdawia | 0:2(0:0)Raport | Walia · 80' Robson-Kanu · 90+3' Ramsey | Stadion Zimbru, Kiszyniów Widzów: 10 272 Sędzia: Paweł Raczkowski |
|                            |          |                |                                        |                                                                   |

| 5 września 2017 20:45 CEST | Irlandia | 0:1(0:0)Raport | Serbia · 55' Kolarov | Aviva Stadium, Dublin Widzów: 50 153 Sędzia: Cüneyt Çakır |
|                            |          |                |                      |                                                           |

| 6 października 2017 18:00 CEST | Gruzja | 0:1(0:0)Raport | Walia · 49' Lawrence | Stadion im. Borisa Paiczadze, Tbilisi Widzów: 22 290 Sędzia: Jesus Gil Manzano |
|                                |        |                |                      |                                                                                |

| 6 października 2017 20:45 CEST | Austria · Burgstaller 25' · Arnautović 76' · Schaub 89' | 3:2(1:1)Raport | Serbia · 11' Milivojević · 83' Matić | Ernst-Happel-Stadion, Wiedeń Widzów: 42 400 Sędzia: Pavel Královec |
|                                |                                                         |                |                                      |                                                                    |

| 6 października 2017 20:45 CEST | Irlandia · Murphy 2', 19' | 2:0(2:0)Raport | Mołdawia | Aviva Stadium, Dublin Widzów: 50 560 Sędzia: Bas Nijhuis |
|                                |                           |                |          |                                                          |

| 9 października 2017 20:45 CEST | Mołdawia | 0:1(0:0)Raport | Austria · 69' Schaub | Stadion Zimbru, Kiszyniów Widzów: 5542 Sędzia: Bart Vertenten |
|                                |          |                |                      |                                                               |

| 9 października 2017 20:45 CEST | Serbia · Prijović 74' | 1:0(0:0)Raport | Gruzja | Stadion Crvena zvezda, Belgrad Widzów: 42 000 Sędzia: Paweł Gil |
|                                |                       |                |        |                                                                 |

| 9 października 2017 20:45 CEST | Walia | 0:1(0:0)Raport | Irlandia · 57' McClean | Cardiff City Stadium, Cardiff Widzów: 32 711 Sędzia: Damir Skomina |
|                                |       |                |                        |                                                                    |

## Strzelcy
71 bramek w 30 meczach (2,37 bramek na mecz).

### 6 goli
- Aleksandar Mitrović

### 4 gole
- Marko Arnautović
- James McClean
- Dušan Tadić
- Gareth Bale

### 3 gole
- Louis Schaub
- Waleri Kazaiszwili
- Daryl Murphy

### 2 gole
- Martin Hinteregger
- Marc Janko
- Mijat Gaćinović
- Aleksandar Kolarov
- Filip Kostić
- Joe Allen
- Aaron Ramsey

### 1 gol
- Guido Burgstaller
- Martin Harnik
- Marcel Sabitzer
- Dżano Ananidze
- Wałeriane Hwilija
- Nika Kaczarawa
- Giorgi Merebaszwili
- Tornike Okriaszwili
- Seamus Coleman
- Shane Duffy
- Jeff Hendrick
- Shane Long
- Jonathan Walters
- Igor Bugaiov
- Alexandru Dedov
- Alexandru Gațcan
- Radu Gînsari
- Branislav Ivanović
- Nemanja Matić
- Luka Milivojević
- Aleksandar Prijović
- Tom Lawrence
- Hal Robson-Kanu
- Sam Vokes
- Ben Woodburn

### Bramki samobójcze
- Kevin Wimmer (dla  Walii)